# ألين كاريجوت
ألين كاريجوت (ولدت في 23 مايو 1895-توفيت في 27 يونيو 1915 م) هي موديل وزوجة الرسام الفرنسي أوغوست رينوار.